# 1411 Brauna
Az 1411 Brauna (ideiglenes jelöléssel 1937 AM) a Naprendszer kisbolygóövében található aszteroida. Karl Wilhelm Reinmuth fedezte fel 1937. január 8-án, Heidelbergben.